# Левченкове (Броварський район)
Левче́нкове — село в Україні, у Згурівській селищній територіальній громаді Броварського району Київської області. Населення становить 10 осіб (2001).
На мапі 1832 - відсутній.
На мапі 1869 року - хутір Березанка, 7 хат.
На мапі 1941 року - х.Левченків. 29 хат.
| Україна | Це незавершена стаття з географії України. Ви можете допомогти проєкту, виправивши або дописавши її. |